# Nävertjärnen (Gåxsjö socken, Jämtland)
Nävertjärnen är en sjö i Strömsunds kommun i Jämtland och ingår i Indalsälvens huvudavrinningsområde.